# Porsche 972 Panamera
Porsche 972 Panamera är en personbil som den tyska biltillverkaren Porsche presenterade i november 2023.

## Tekniska data
| Porsche 972:                   | Panamera 4                                                         | Panamera 4 E-Hybrid                                                | Panamera 4S E-Hybrid                                               | Panamera GTS                                                       | Panamera Turbo E-Hybrid                                            | Panamera Turbo S E-Hybrid                                          |
| ------------------------------ | ------------------------------------------------------------------ | ------------------------------------------------------------------ | ------------------------------------------------------------------ | ------------------------------------------------------------------ | ------------------------------------------------------------------ | ------------------------------------------------------------------ |
| Motor:                         | 6-cyl V-motor med turbo                                            | 6-cyl V-motor med turbo + elmotor                                  | 6-cyl V-motor med turbo + elmotor                                  | 8-cyl V-motor med turbo                                            | 8-cyl V-motor med turbo + elmotor                                  | 8-cyl V-motor med turbo + elmotor                                  |
| Cylindervolym:                 | 2894 cm³                                                           | 2894 cm³                                                           | 2894 cm³                                                           | 3996 cm³                                                           | 3996 cm³                                                           | 3996 cm³                                                           |
| Max effekt vid varvtal:        | 353 hk vid 5 400 v/min                                             | 470 hk vid 5 400 v/min                                             | 544 hk vid 5 400 v/min                                             | 500 hk vid v/min                                                   | 680 hk vid 6 000 v/min                                             | 782 hk vid v/min                                                   |
| Max vridmoment vid varvtal:    | 500 Nm vid 1 900 v/min                                             | 650 Nm vid 1 900 v/min                                             | 750 Nm vid 1 900 v/min                                             | 660 Nm vid v/min                                                   | 930 Nm vid 2 330 v/min                                             | 1000 Nm vid v/min                                                  |
| Ventilstyrning:                | Dubbla överliggande kamaxlar per cylinderrad, variabla ventiltider | Dubbla överliggande kamaxlar per cylinderrad, variabla ventiltider | Dubbla överliggande kamaxlar per cylinderrad, variabla ventiltider | Dubbla överliggande kamaxlar per cylinderrad, variabla ventiltider | Dubbla överliggande kamaxlar per cylinderrad, variabla ventiltider | Dubbla överliggande kamaxlar per cylinderrad, variabla ventiltider |
| Kylning:                       | Vätskekylning                                                      | Vätskekylning                                                      | Vätskekylning                                                      | Vätskekylning                                                      | Vätskekylning                                                      | Vätskekylning                                                      |
| Växellåda;                     | 8-växlad växellåda med dubbelkoppling (PDK)                        | 8-växlad växellåda med dubbelkoppling (PDK)                        | 8-växlad växellåda med dubbelkoppling (PDK)                        | 8-växlad växellåda med dubbelkoppling (PDK)                        | 8-växlad växellåda med dubbelkoppling (PDK)                        | 8-växlad växellåda med dubbelkoppling (PDK)                        |
| Drivning;                      | Fyrhjulsdrift                                                      | Fyrhjulsdrift                                                      | Fyrhjulsdrift                                                      | Fyrhjulsdrift                                                      | Fyrhjulsdrift                                                      | Fyrhjulsdrift                                                      |
| Topphastighet:                 | 270 km/h                                                           | 280 km/h                                                           | 290 km/h                                                           | 302 km/h                                                           | 315 km/h                                                           | 325 km/h                                                           |
| Acceleration 0 - 100 km/h:     | 5,0 s                                                              | 4,1 s                                                              | 3,7 s                                                              | 3,8 s                                                              | 3,2 s                                                              | 2,9 s                                                              |
| Bränsleförbrukning per 100 km: | 10,1 l                                                             | 1,0 l                                                              | 1,1 l                                                              | 12,0 l                                                             | 1,2 l                                                              | 1,4 l                                                              |